# 京極高詮
京極 高詮（きょうごく たかのり）は、室町時代前期の武将、守護大名。
室町幕府侍所頭人、近江・飛騨・出雲・隠岐・山城・石見守護。官名は治部少輔。

## 生涯
文和元年（1352年、南朝：正平7年）、京極高秀の子として誕生。貞治4年（1365年、南朝：正平20年）、佐々木氏宗家六角氏頼の嫡男・義信が17歳で死去した。京極氏は佐々木氏傍流であったが祖父・佐々木道誉の時代に隆盛を極めており、道誉の孫でもある京極家嫡男・高経（高詮）は養嗣子として六角氏に赴き、京極氏の後継者は次弟の吾全秀満とされた。しかし氏頼は応安2年（1369年、南朝：正平24年）に新たに亀寿丸（後の六角満高）をもうけ、翌年には死去してしまう。このため跡目争いが生じ、高経は管領・細川頼之が主導する幕府から亀寿丸が成人するまでの後見役を命じられ、六角氏が代々務めていた近江守護へと任じられる。しかし、わずか7年後の永和3年（1377年、南朝：天授3年）に近江守護職を解かれ、高経は京極氏へと戻る。この出来事は父が後の康暦の政変で反頼之陣営に加わる原因となった。
康暦の政変においては、父・高秀は斯波義将らと共に将軍義満に強訴し、政敵・細川頼之を罷免させることには成功したものの、京極氏の領国はすべて没収されてしまい、それから2年後にようやく飛騨のみ返還された。政変前後の高詮の動向は不明であるが、父や弟と行動を共にしていたものと思われる。
明徳2年（1391年）、父が亡くなり家督と飛騨の守護職を継いだ。またこの年には、全国66ヶ国中11ヶ国の守護を務めていた山名氏が幕府に背く明徳の乱が起こり、高詮は幕府方に従軍して京都の内野合戦で功を上げ、翌年には出雲・隠岐守護へと任ぜられる。
出雲へは弟・尼子高久の子・持久を守護代として派遣し、その子孫は戦国大名の尼子氏となる。また出雲大社において、当時、途切れていた祭事の三月会を復興している。応永元年（1394年）から応永5年（1398年）には侍所頭人も務めており、明徳の乱に敗れ京都の五条坊門高倉に潜伏していた山名満幸を捕らえて処刑した。また、応永元年（1394年）12月から死去するまで、摂津国川辺郡（河辺郡）北半の守護権を有した。
京極氏は高詮の代である応永5年に侍所頭人を務める四職の一つと定められている。この後には出家し浄高（じょうこう）と名乗っており、主君である義満の出家に従ったとも考えられる。
高詮は出家後も京極氏の実権を握っていた。応永6年（1399年）末に勃発した応永の乱では、幕府方として、細川満元、赤松義則らと共に先鋒を務めた。乱の最中の11月15日には、義満により、大内義弘の石見守護職を与えられた（『佐々木文書』）。これにより、父・高秀時代の京極氏の勢力をほぼ回復した。なお、応永の乱においては高詮の家督相続に不満を持っていたとされる弟の秀満が反幕府方に呼応し挙兵しているが、程なく鎮圧されて没落している。
応永8年（1401年）に出雲・隠岐・飛騨の守護職を嫡男・高光に継がせ、程なくして死去した。享年49。

## 偏諱を受けた人物

### 高詮時代
- 尼子詮久（読みは「のりひさ」。甥（尼子高久の長男で持久の兄）にあたり、近江尼子氏の初代。出羽守。）

（※「詮」の字は元々、室町幕府第2代将軍足利義詮から賜ったものと推測される。年代的に同時期であること、「高経」からわざわざ改名していることからその可能性は高いが、確証はなく、諱の2文字目においている理由や「のり」と読まれている理由（こちらは同様の人物はいる）など不明な点も多い。）